# Великий Круполь
Великий Круполь — село, входит в Згуровскую поселковую общину Броварского района Киевской области Украины. До 2020 года входило в состав Згуровского района, являлось административным центром Великокрупольского сельского совета. Через Великий Круполь протекает река Недра.
Село расположено на правом берегу реки Недры. Население — 642 человека (2001).

## История

### Ранее XVII века
В селе была найдена римская монета с изображением императора Марка Аврелия, что может свидетельствовать о наличии здесь в те времена поселения или торгового пути.

### XVII век
В начале XVII века на территории села существовал польский приграничный укреплённый город Ярусполь, который упоминается на карте Гийома Левассера де Боплана (1639 — первая карта). Но впервые Крукполь упоминается в 1625 году — как городок, который был передан Бартоломею Обалковскому после смерти его предыдущего владельца, Яна Чернышевского. Известно, что основанием для карты Боплана служили его семнадцатилетние путешествия по Украине. Возможно, что Боплан ошибся, потому что период, когда исчез Ярусполь и появился городок Крукполь, кстати, тоже укреплённый, лежит между 1622 и 1625 годами. Известна легенда, которая говорит, что помещик Крупка (пан Крук в сельском фольклоре) начинает владеть этой землей, строит на руинах Ярусполя церковь, и основывает новый город, который называет своим именем.
Повторно Крукполь упоминается в 1636 году как городок, принадлежащий «Администрации селитраных усадеб» — организации, занимающейся выработкой селитры. Через Крукполь проходили две важные дороги: Переяслав — Москва и Переяслав — Чернигов. Именно в Крукполе они разъединялись: московская пересекала Недру и шла на Новый Быков, а вот черниговская шла вдоль речки на Басань. На юге обе дороги шли через Недру на Войтово, а далее на Березань и Переяслав.
Известно, что в 1646 году Крукполь был взят войсками Я. Вишневецкого. В 1648 году Крукполь входит в состав Басанской сотни, в его окрестностях на некоторое время остановились войска того же Я. Вишневецкого. Через Крукполь по дороге Переяслав — Москва в 1653 году проезжают в Переяслав московские послы, а в 1654 — обратно. 1654 — год наибольшего расцвета городка. Тогда он стал центром Крукпольской сотни, которая в том же году была расформирована. Всё это время Крукполь был единственным городком в Переяславском полку, который не имел собственной сотни. В 1665 году он отмечен в списке тех населённых пунктов, которые исключены из состава Переяславского полка, хотя известно, что состав Басанской сотни изменений не претерпел.
После этого Крукполь до XVIII века исчезает из виду. Возможно, он был разрушен войнами, которые в то время сотрясали Украину. Об этом говорит и тот факт, что во время «переписи» 1730-х годов старожилы рассказывали, что Крукполь основан Р. Дмитрашком в конце XVII века.

### XVIII век
В 1704 году Круполь упоминается как село, населённое бывшим переяславским полковником Р. Дмитрашко. Через год он умирает, и эти владения забирают у его вдовы, отдав переводчику Киево-губернской канцелярии Фёдору Корбе. Повторно он получил грамоту на Крукполь в 1719 году. Вдова Корбе владела Крукполем ещё в 1731 году. Дальнейшие хозяева Крукполя в этом столетии неизвестны.
Около этого времени в Крукполье (так к тому времени стал называться Крукполь) проводится опрос «старожилов», результаты которого записаны в книге, указанной в примечаниях. Они рассказали о том, что до Дмитрашко тут поселения не было, а он его основал. В то же время Крукполь существовал в XVII веке, что подтверждено документально.
Крукполье упоминается в 1750 году как село Басанской сотни. Известно, что в 1781 году в Крукполе был один священник (то есть одна церковь), 74 хаты казаков выборных, 76 хат казаков подпомощников и 67 хат посполитых. Церковь в селе была довольно древняя, потому что в 1878 году, когда её разбирали, ей было более ста лет — возможно, она была построена ещё во времена Дмитрашко. По словам сельчан, её построил ещё легендарный Крук.
В 1787 году в Круполе проживало 749 людей, а его хозяевами были коллежский советник Иван Корбе и бунчуковый товарищ Пилипенко. В 1792 году Круполь обозначен на карте Киевского наместничества как деревня, имеющая церковь. Именно так же Круполь обозначен на карте Киевской губернии 1800 года.
Есть на карте 1787 года

### XIX век — начало XX века
В начале XIX века Круполем владели представители рода Бутовичей. Впервые они упоминаются как его владельцы в 1834 году. В 1859 году Круполь имеет 150 дворов и 1033 жителя, это уже городок. В 1870 году случается знаковое для Круполя событие: с этого года и до революции в усадьбе Бутовичей хранится оригинал портрета гетмана Ивана Мазепы. Этот портрет ныне является памятником украинского искусства и часто выставляется на различных выставках.
В 1878 году «по ветхости» была разобрана старая церковь, а на её месте поставлена новая — освящённая в честь Архистратига Михаила. Она была деревянной, но при том довольно большой — ныне старожилы села говорят, что она была выше, чем церковь в Лукашах Барышевского района. При построенной церкви работали библиотека и земское училище.
В 1891 году Великий Круполь попадает в энциклопедию Брокгауза и Эфрона, где ему даётся такое описание: «мст. Полтавской губернии, Переяславского уезда, при реке Недре, в 50 верст от указанного города, на границе с Черниговской губернией; вместе с деревней Круполь Малый, расположенной на другой стороне ручья, составляет одно поселение. Жителей 2315; земская школа, 1 ярмарка». Кроме того, при городке значился хутор Корбина Гребля. В это же время в городке был построен комплекс хозяйственных сооружений.
В XX век Круполь вступил быстро развивающимся городком. Однако его дальнейшему развитию мешало отсутствие железной дороги. Тогда в поселении постоянно действовала ярмарка на холме в центре, где многие купцы из окрестных городов имели свои лавки — ярмарка была большой, и за её счёт городок в основном и жил. В 1902 году у Михайловской церкви было 2441 прихожан. В 1910 году в Круполе имеется 317 дворов, из них 163 — казацкие, 135 — селянские, 1 двор принадлежал евреям, 3 двора имели хозяев иных занятий, а в 10 дворах жили мелкие дворяне. В Круполе была паровая мельница, что говорило о богатстве городка, поскольку такую роскошь не могли себе позволить города и во много раз большие. Обычных же мельниц было около 40. По состоянию на 1912 год у церкви было прихожан привилегированных 54 человека, 12 мещан, 1536 казаков, 791 человек селян.
С 1905 года начались регулярные выступления против Бутовичей. События того времени описаны в романе Олеся Гончара «Таврия», действие которого происходит частично и в Круполе. После 1917 года Бутовичи сбежали за границу, а их дворец был разграблен. Были разрушены почти все конюшни, мельницы, амбары и т. д. С лица земли был стёрт и парк.
Согласно военной карте 1917 года Круполь был местечком с 170 дворами, что есть довольно мало — в окрестных сёлах дворов было в среднем, согласно карте, около 230. В местечке была церковь — это Михайловская церковь 1878 года.

### XX век
С 1921 года действовало первое коллективное хозяйство, с 1925 года — партийная ячейка. В 1927 году возникли три колхоза. Через два года сгорела Михайловская церковь, превращённая в клуб. Некоторые старожилы говорят, что её подожгли.
Село пострадало от Голодомора — погибло 46 сельчан, которым в селе установлен памятник. Репрессии унесли ещё несколько десятков жизней. Во время Великой Отечественной войны Великий Круполь был оккупирован 24 сентября 1941 года. Оккупацию сняли ровно через два года; она унесла с собой жизни 142 человек. Тем жителям Круполя, которые не вернулись с войны, в центре села установлен памятник.
В 1950-е годы Круполь вступил с менее чем половиной жителей от числа таковых в начале века. Ситуация усугубилась осушением Крупольских болот, что значительно понизило уровень Недры. К 1952 году из трёх колхозов остался один.
Село славилось своим животноводческим комплексом, который включал в себя 13 строений. На нём работали 32 человека, для которых было построено два общежития. Тут содержалось 800 коров, а работа была электрифицирована. В 1962 году было электрифицировано всё село.
4 мая 1984 года был восстановлен Великокрупольский сельской совет, включивший в себя также Малый Круполь. В 1986 году он перешёл из Барышевского района в новосозданный Згуровский.

### 1991 год — наше время
В 1990-е годы животноводческий комплекс был заброшен, селяне стали безработными. В середине 1990-х годов в здании бывшего магазина была построена церковь св. Ильи. В 2007 году в селе начинает строиться молочно-товарная ферма Украинской Молочной Компании. На её территории ныне действует первая на Украине биогазовая установка, поголовье скота составляет 4000 голов. Появились рабочие места, построены новые дороги, достроены разрушенные здания, в которых расположились квартиры для работников фермы с других регионов Украины. Также работникам активно раздаются участки в самом селе, которые были в запустении.
В 2011 году в селе строится новый храм, по состоянию на март 2012 года стройка близка к завершению. Действуют три продовольственных магазина, работает почтовое отделение. Проводятся службы в церкви св. Ильи. В селе каждый четверг проходят ярмарки-базары.

## Исторические части села
Основными частями Великого Круполя являются Центр, Бакай (расположен в основном по улице Чапаева, по легенде назван так по имени первопоселенца), Простягайловка (от центра села направо, названа из-за протяжённости, расположена по улице Воровского), Рунец (часть села возле пруда), Голубивщина (расположена по улице Космодемьянской и части улицы Шевченко, по легенде название связано с владельцем этого хутора — Голубом). Также есть так называемый Чернобыльский Городок, заселённый переселенцами из зоны отчуждения.

## Хутор Корбина Гребля
Хутор Корбина Гребля был основан в 1705—1731 годах, о чём говорит его название, которое пошло от имени владельца Круполя — Ф. Корбе. Хутор лежал на переправе через Недру недалеко от села Войково, которая использовалась ещё в древние времена. Упоминается в документах XIX века. Здесь находилась водяная мельница, остатки которой сохранялись довольно долго. Хутор был разрушен в 1920-е годы, жителей выселили в Великий Круполь.
Также на карте 1917 года на северо-востоке от Круполя, на другом береге Недры показан другой хутор, который, согласно словам сельских старожилов, имел название Тумира (Тумыра).

## Пассажирский транспорт
Через село Великий Круполь проезжают пригородные автобусы Киев — Згуровка, Киев — Туровка, Киев — Урсаловка, Киев — Жовтневое, Киев — Горбачовка, Киев — Пилипче, Киев — Середовка.

## Галерея
- Общий вид центра села
- Памятник воинам, которые погибли во времена Великой Отечественной войны
- Жилой дом в центре Круполя
- Часть села, где когда-то был дом владельцев села — Бутовичей. На снимке видно единственный уцелевший от него объект — погреб